# 543 км
543 км (рос. 543 км) — селище у складі Рубцовського району Алтайського краю, Росія. Входить до складу Веселоярської сільської ради.

## Населення
Населення — 22 особи (2010; 27 у 2002).
Національний склад (станом на 2002 рік):
- росіяни — 100 %